# Universitätsarchiv St. Gallen
Das Universitätsarchiv St. Gallen ist das Archiv der Universität St. Gallen und ihrer Rechtsvorgänger.

## Organisation
Das Universitätsarchiv besteht seit 2005 und ist eine Fachstelle des Staatsarchivs St. Gallen an der Universität St. Gallen. Auf der Grundlage eines Rahmenvertrags mit dem Staatsarchiv nimmt das Universitätsarchiv im Tätigkeitsbereich der Universität alle Aufgaben wahr, die aus dem Gesetz über Aktenführung und Archivierung (GAA) des Kantons St. Gallen erwachsen. Das Universitätsarchiv ist somit für die Bewertung, Übernahme, Erschliessung, Erhaltung, Benutzung und Vermittlung des Archivguts der Universität St. Gallen und seiner Rechtsvorgänger zuständig. Die Bestände des Universitätsarchivs sind Eigentum des Staatsarchivs St. Gallen und werden nach der Erschliessung dort aufbewahrt.
Die Tektonik des Universitätsarchivs umfasst derzeit drei Abteilungen: Ablieferungen aus der Zeit vor Einrichtung der Fachstelle im Jahr 2005 unter der Signatur «HSG» (abgeschlossen), jüngere Ablieferungen aus den Organisationseinheiten der Universität St. Gallen unter der Signatur «HSGH» (fortlaufend) sowie eine Abteilung Privatarchive (Vor- und Nachlässe von Einzelpersonen, Vereinen und Korporationen) unter der Signatur «HSGN» (fortlaufend).

## Bestände

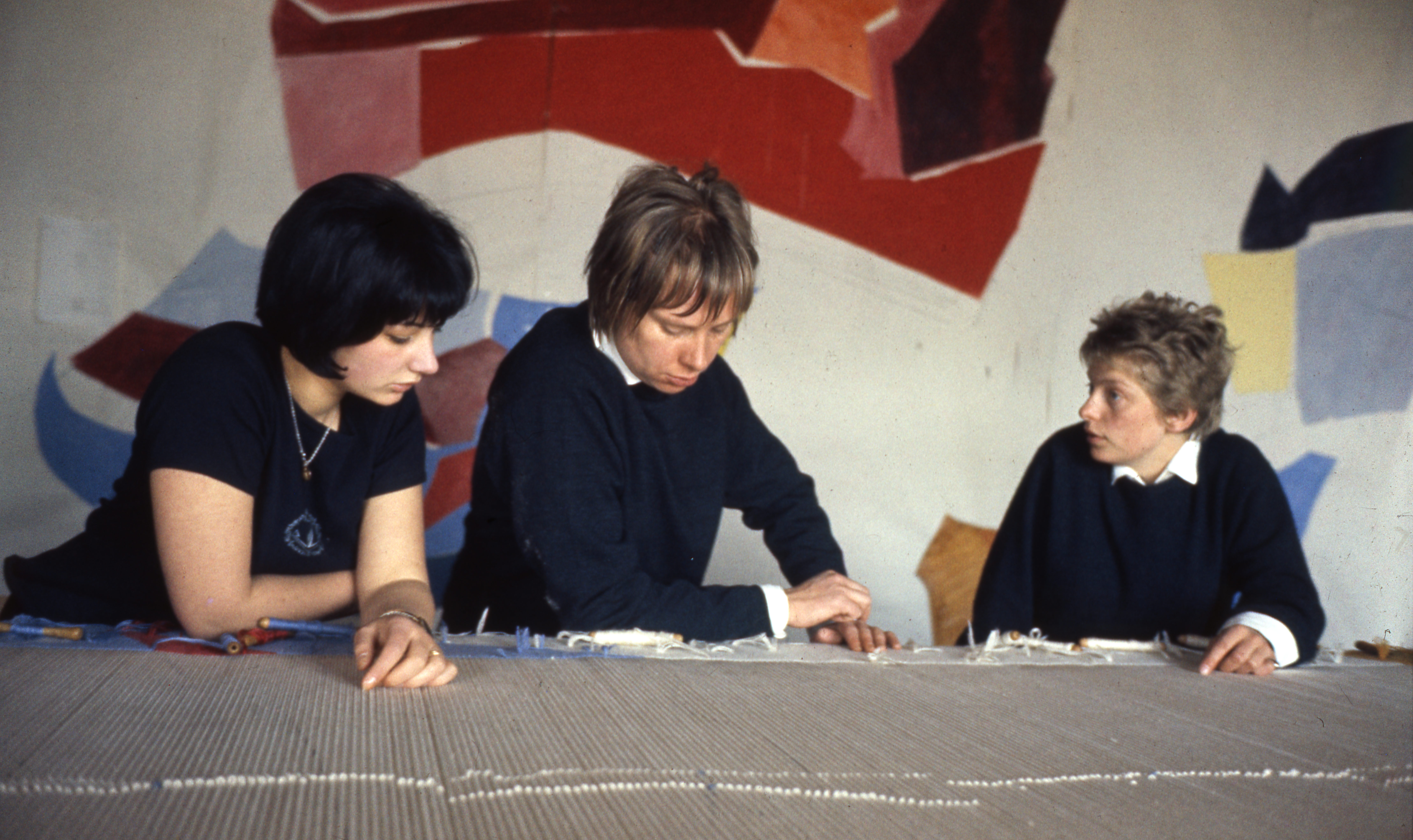
Weberinnen um Silvia Valentin bei der Herstellung des Coghuf-Wandteppichs in der HSG-Aula [Bilderbestand HSGH 022]

Eine bedeutende Quelle für die Geschichte der Universität St. Gallen sind die Beschlüsse der universitären Gremien: Universitätsrat (früher Schulrat), Senat (früher Lehrerkonferenz) und Senatsausschuss. Mithilfe der Protokolle lassen sich wichtige strategische Entscheidungen auf dem Weg von der städtischen Handelsschule im ausgehenden 19. Jahrhundert bis zur international anerkannten Universität im 21. Jahrhundert nachvollziehen.
Im Universitätsarchiv findet sich ausserdem eine vollständige Sammlung aller Druckschriften der Universität St. Gallen (HSG): die Jahresberichte der Universität, die Jahresberichte der Institute, Vorlesungsverzeichnisse, die Studierendenzeitschriften «Prisma» und «St.Galler Student», das Journal «Focus», sowie die Alumni-Zeitschrift «Alma».
Das Universitätsarchiv umfasst auch Informationen über die ehemaligen Studentinnen und Studenten der Universität (früher Handelsakademie). Das Universitätsmatrikel wurde in Form von Büchern (1899–1943) und einer Kartei (1899–1976) unter Vergabe von mehreren Serien von Matrikelnummern geführt. Zusätzlich existiert zu allen Studierenden ein Dossier (1899–1973) mit individuellen Unterlagen (Bewerbung, Korrespondenz, Zwischenzeugnisse, Abschlussprüfungen).
Grundlegende Informationen über ehemalige Lehrpersonen der Universität (früher Handelsakademie) können aus den Personaldossiers entnommen werden. Darüber hinaus pflegt das Universitätsarchiv persönliche Nachlässe von herausragenden Universitätsangehörigen. Für wissenschaftsgeschichtliche Untersuchungen werden beispielsweise häufig die Nachlässe der Rechtswissenschaftler Hans Nawiasky und Eduard Naegeli oder der Ökonomen Walter Adolf Jöhr und Hans Christoph Binswanger konsultiert.
Bedeutende Bestände von Vereinen und Korporationen sind die Archive des St. Gallen Symposiums, der Schweizerischen Gesellschaft für Soziologie oder von Swiss University Sports.

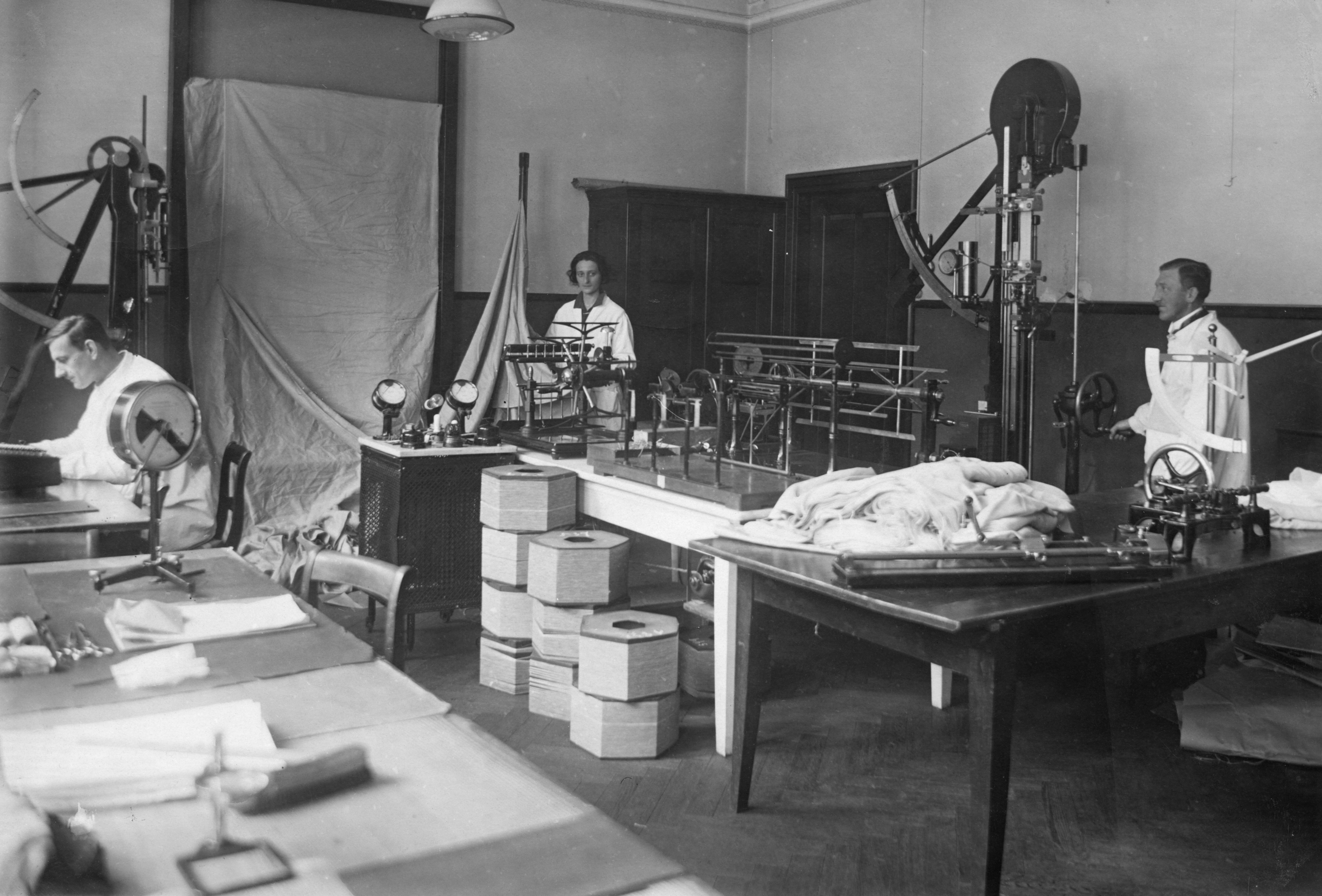
Mitarbeitende im Labor der Schweizerischen Versuchsanstalt (später EMPA) an der Handels-Hochschule St. Gallen, ca. 1930 [Bilderbestand HSGH 022]

Bildliche Einblicke in die Geschichte der HSG ermöglicht die Fotosammlung mit ca. 10'000 historischen Aufnahmen. Seit den 1930er-Jahren wurden systematisch Fotos von den Gebäuden der HSG, Porträts der Professorinnen und Professoren, Bilder von Veranstaltungen sowie Eindrücke aus dem Alltag der Studierenden archiviert. Von besonderer Bedeutung ist das Fotoalbum der polnischen Studierenden im Internierten-Hochschullager während des Zweiten Weltkrieges. Zusätzlich verfügt das Universitätsarchiv über eine kleine Auswahl an historischen Filmen und Videos, welche den Studienalltag und feierliche Anlässe (Eröffnung Campus Rosenberg, Grundsteinlegung Learning Center SQUARE) festhalten.

## Benutzung
Der Grossteil der Bestände des Universitätsarchivs wurde gescannt und ist in digitaler Form vorhanden.
Alle Bestände können im digitalen Lesesaal des Staatsarchivs St. Gallen recherchiert werden. Unterlagen, die digital ans Archiv abgeliefert wurden (digital born), sowie Digitalisate der audiovisuellen Sammlungen können nach Ablauf der Schutzfristen direkt online eingesehen werden.
Bei Anfragen können den interessierten Personen in der Regel Digitalisate per E-Mail zur Verfügung gestellt werden. Bei Bedarf können darüber hinaus die Originalunterlagen im Lesesaal des Staatsarchivs oder im Büro des Universitätsarchivs auf dem HSG-Campus auf dem Rosenberg eingesehen werden.

## Fussnoten
1. ↑  Das Universitätsarchiv innerhalb der Tektonik des Staatsarchivs St. Gallen. Staatsarchiv St. Gallen, abgerufen am 8. Juni 2023.